# 瑞奧
PressPlay（中文名瑞奧股份有限公司）為一家台灣網路創作者自媒體公司，自2016年於台灣成立，現今所經營的事業版圖娛有娛樂、品牌、賣課、網紅經紀事業。2022年，完成B輪募資。